# Municipio de Santiago (Estados Unidos)
El municipio de Santiago (en inglés: Santiago Township) es un municipio ubicado en el condado de Sherburne en el estado estadounidense de Minnesota. En el año 2010 tenía una población de 1895 habitantes y una densidad poblacional de 20,12 personas por km².

## Geografía
El municipio de Santiago se encuentra ubicado en las coordenadas 45°31′9″N 93°50′25″O / 45.51917, -93.84028. Según la Oficina del Censo de los Estados Unidos, el municipio tiene una superficie total de 94.18 km², de la cual 92,58 km² corresponden a tierra firme y (1,69 %) 1,59 km² es agua.

## Demografía
Según el censo de 2010, había 1895 personas residiendo en el municipio de Santiago. La densidad de población era de 20,12 hab./km². De los 1895 habitantes, el municipio de Santiago estaba compuesto por el 96,41 % blancos, el 0,58 % eran afroamericanos, el 0,37 % eran amerindios, el 0,42 % eran asiáticos, el 1,06 % eran de otras razas y el 1,16 % eran de una mezcla de razas. Del total de la población el 1,32 % eran hispanos o latinos de cualquier raza.